# Vladana Vučinić
Vladana Vučinić (montenegrinska: Владана Вучинић), även känd mononymt som enbart Vladana, född 18 juli 1986 i Titograd (numera Podgorica) i dåvarande Socialistiska republiken Montenegro i Jugoslavien, är en montenegrinsk sångerska och låtskrivare. Hon representerade Montenegro i Eurovision Song Contest 2022 i Turin.